# Uniwersytet Andyjski (Chile)
Uniwersytet Andyjski – katolicka szkoła wyższa w Santiago, powstała 8 września 1989 roku. Jest dziełem korporacyjnym Opus Dei.
Pierwszym wydziałem, który podjął kształcenie był Wydział Prawa rozpoczął działalność w 1990 roku. Wydział Medyczny powstał 1991 jako pierwszy na prywatnym uniwersytecie w Chile, a obecnie należy do najlepszych w kraju i w Ameryce Łacińskiej, co ustalono na podstawie pięcioletnich rankingów i przyciąga coraz więcej studentów z całego kontynentu. Uniwersytet znany jest ponadto z podyplomowych studiów menedżerskich MBA i szkoły biznesu ESE, założonej w 1999 roku.